# Phryxe amlis
Phryxe amlis là một loài ruồi trong họ Tachinidae.